# Sidi Mohammed Barkat
Pour les articles homonymes, voir Barkat.
 (janvier 2023).
Sidi Mohammed Barkat, né en 1948 à Tlemcen (Algérie), est enseignant-chercheur algérien. 

## Biographie
Après des années d’enseignement à l’université, où il s’est occupé essentiellement de questions d’épistémologie des sciences sociales, Sidi Mohammed Barkat a dirigé de 1998 à 2004 un programme de recherche au Collège international de philosophie (Paris) sur l’image et la condition de « l’indigène algérien ». 
Un concept à caractère juridique, politique et anthropologique est au centre de sa recherche, celui de « corps d'exception ». Il fait directement référence aux populations algériennes sous occupation française. Pierre Tevanian est un des premiers chercheurs à l'avoir utilisé dans un article. Lionel Rebout, chercheur en philosophie, y fait également référence dans une thèse de doctorat dirigée par Stéphane Haber et soutenue en 2009 : Processus de visibilisation et mode d'apparaître en milieu carcéral. 
D'autres chercheurs encore mentionnent ou utilisent ce concept dans leurs recherches : Gérard Bras, Daniel Borrillo, Patricia Mothes, Malika Mansouri, Olivier Le Cour Grandmaison, Claire Hancock, Vincent Houillon… 
Depuis plus d’une dizaine d’années, Sidi Mohammed Barkat développe une nouvelle recherche portant sur les transformations profondes ayant touché, ces dernières décennies, les organisations du travail. Il apporte un éclairage singulier sur les effets anthropologiques et institutionnels de ces transformations.[réf. nécessaire]

## Publications
- Des Français contre la terreur d'État. Algérie 1954-1962, Éditions Reflex (dir.), Paris, 2002.
- Le Corps d'exception : les artifices du pouvoir colonial et la destruction de la vie, Éditions Amsterdam, 2005
- Le travail en trompe-l’oeil, Paris, Rojos, 2015.
- Voir l'article de Pierre Tévanian : « Le “corps d’exception” et ses métamorphoses. Réflexions sur la construction et la destruction de “l’immigré” et du “jeune” issu de l’immigration coloniale et post –coloniale », in Quasimodo, n° 9 (Corps en guerre. Imaginaires, idéologies, destructions. Tome 2), printemps 2006, Montpellier, p. 163-180
- Voir le livre de Gérard Bras : Les voies du peuple. Éléments d’une histoire conceptuelle, Paris, Amsterdam, 2018.
- Voir le livre de Lionel Rebout : Reconnu Coupable. Processus de visibilisation et mode d'apparaître en milieu carcéral, éditions Phanères, 2019. Le concept de corps d'exception y est discuté.